# بيرغر كارلسون
بيرغر كارلسون (بالفنلندية: Birger Karlsson)‏ هو مجدف فنلندي، ولد في 12 سبتمبر 1926 في Porvoon maalaiskunta ‏ في فنلندا.

## وصلات خارجية
- بيرغر كارلسون على موقع الاتحاد الدولي للتجديف (الإنجليزية)
- بيرغر كارلسون على موقع أوليمبيديا (الإنجليزية)